# Brzyczyna
Brzyczyna (hist. Brzyczyna Dolna) – wieś w Polsce, położona w województwie małopolskim, w powiecie krakowskim, w gminie Mogilany.
Odległość do najbliższego miasta - Skawiny wynosi 2,8 km.
| SIMC    | Nazwa      | Rodzaj    |
| ------- | ---------- | --------- |
| 0326486 | Mirkówka   | część wsi |
| 0326492 | Na Brzegu  | część wsi |
| 0326500 | Wirówki    | część wsi |
| 0326517 | Wypychówka | część wsi |
| 0326523 | Za Rzeką   | część wsi |

W latach 1975–1998 miejscowość administracyjnie należała do województwa krakowskiego.